# Кузнецов, Леонид Константинович
Леонид Константинович Кузнецов (7 августа 1983 года, Набережные Челны) — российский волейболист, центральный блокирующий; тренер.

## Биография
Кузнецов начал карьеру в 2000 году в башкирском «Нефтянике», за который выступал до 2010 года. После играл за краснодарское «Динамо», «Белогорье» и «Динамо-ЛО». За уфимский клуб «Урал» выступал  так же с 2013 по 2016 год и с 2019 по 2021 год, являлся капитаном команды.
В составе «Белогорья» был чемпионом России (2012/13) и обладателем Кубка страны (2012).
24 июля 2023 Кузнецов без трнерского опыта стал старшим тренером «Белогорья».